# Новодонецьке (Волноваський район)
Новодоне́цьке — селище в Україні, у Старомлинівській сільській громаді Волноваського району Донецької області. Населення становить 327 осіб.

## Географія
Розташоване на лівому березі р. Шайтанка. Відстань до центру громади становить близько 16 км і проходить переважно автошляхом Т 0509.

## Населення
За даними всеукраїнського перепису населення 2001 року у селі мешкало 327 осіб.
Мова
Розподіл населення за рідною мовою за даними перепису 2001 року був наступним:
| українська | 262 | 80,12 |
| російська  | 65  | 19,88 |